# Çiçekpınar, Şarkikaraağaç
Çiçekpınar là một thị trấn thuộc huyện Şarkikaraağaç, tỉnh Isparta, Thổ Nhĩ Kỳ. Dân số thời điểm năm 2011 là 2.284 người.